# Elaphopsis
Elaphopsis es un género de escarabajos longicornios. Se distribuye por América del Sur, en Brasil.
Las únicas dos especies registradas de este género se mantienen activas en abril, septiembre y noviembre.

## Especies
- Elaphopsis earinus Martins & Napp, 1989
- Elaphopsis rubidus Audinet-Serville, 1834